# Solierella compedita compedita
Solierella compedita compedita é uma subespécie de insetos himenópteros, mais especificamente de vespas pertencente à família Crabronidae.
A autoridade científica da subespécie é Piccioli, tendo sido descrita no ano de 1969.
Trata-se de uma subespécie presente no território português.